# Cratere Stobs
Stobs  è un cratere sulla superficie di Marte.